# Angelica Delgadová
Angelica Delgadová (* 12. prosince 1990 Miami) je americká zápasnice – judistka kubánského původu.

## Sportovní kariéra
S judem začínala v 9 letech v Coconut Creek na předměstí Miami. V americké ženské reprezentaci se pohybuje od roku 2009 v pololehké váze do 52 kg. V roce 2012 se nekvalifikovala na olympijské hry v Londýně. V roce 2016 dosáhl na panamerickou kontinentální kvótu a startovala na olympijských hrách v Riu, kde vypadla v úvodním kole po vyrovnaném průběhu s Mongolkou Colmon.

### Vítězství na mezinárodních turnajích
- 2010 - 1x světový pohár (Apia)
- 2015 - 1x světový pohár (Buenos Aires)

## Výsledky
| Olympijské hry          |     |     |     | —  |     |     |     | úč. |     |     |  |  |  |  |  |  |  |  |  |  |  |
| Mistrovství světa       | —   | úč. | úč. |    | úč. | úč. | úč. |     | úč. | úč. |  |  |  |  |  |  |  |  |  |  |  |
| Panamerické hry         |     |     | 3.  |    |     |     | 3.  |     |     |     |  |  |  |  |  |  |  |  |  |  |  |
| Panamerické mistrovství | 7.  | —   | 3.  | 5. | 5.  | 7.  | 2.  | 3.  | 3.  | 2.  |  |  |  |  |  |  |  |  |  |  |  |
| MS juniorů              | úč. |     |     |    |     |     |     |     |     |     |  |  |  |  |  |  |  |  |  |  |  |